# Andoni Iraola Sagarna
Andoni Iraola Sagarna, més conegut com a Iraola (Usurbil, Guipúscoa, 22 de juny del 1982), és un exfutbolista professional basc, i posteriorment entrenador de futbol, que actualment entrena l'AFC Bournemouth.
Com a jugador, malgrat que podia adaptar-se a diferents demarcacions, la seva posició natural era la de defensa lateral dret. Combatiu, i amb una bona capacitat de passada, va desenvolupar gairebé la totalitat de la seva carrera amb l'Athletic Club, equip amb el qual va jugar 510 partits durant 12 temporades.

## Trajectòria
Iraola fou format futbolísticament a les categoríes inferiors de l'Athletic Club fins a l'any 2003 quan passà a formar part de la primera plantilla, debutant a Primera Divisió el 30 d'agost de 2003 en el partit Athletic Club 0 - 1 FC Barcelona. Durant la seva primera temporada jugà 31 partits de Lliga i marcà 5 gols.
Actualment és un dels millors passadors de la plantilla junt a Fran Yeste, destacant per la seva capacitat de desplaçar la pilota mantenint-la molt a prop del peu tot driblant jugadors amb facilitat.

## Internacional
El 20 d'agost de 2008, Vicente Del Bosque, el feu debutar amb la selecció espanyola en un partit amistós enfront Dinamarca. El debut en partit oficial fou l'11 d'octubre de 2008 enfront de la selecció estoniana.
També ha disputat diversos partits internacionalts de caràcter amistós amb la selecció de futbol del País Basc.